# Inga Gentzel
Inga Kristina Gentzel (ur. 24 kwietnia 1908 w Sztokholmie, zm. 1 stycznia 1991 w Nyköping) – szwedzka lekkoatletka specjalizująca się w biegach sprinterskich oraz średniodystansowych, brązowa medalistka igrzysk olimpijskich z 1928 r. z Amsterdamu w biegu na 800 metrów.

## Finały olimpijskie
- 1928 – Amsterdam, bieg na 800 metrów – brązowy medal

## Inne osiągnięcia
- rekordzistka świata w biegu na 800 m – od 16/06/1928 do 07/08/1928
- mistrzyni Szwecji w biegu na 200 m – 1929
- mistrzyni Szwecji w biegu na 800 m – 1928, 1929, 1930, 1931

- 1926 – Göteborg, Światowe Igrzyska Kobiet – II miejsce w biegu na 1000 m

## Rekordy życiowe
- bieg na 800 metrów – 2:18,8 – 1928